# Gabriel Diallo
Gabriel Diallo (Montreal, 24 de septiembre de 2001) es un tenista profesional canadiense.

## Carrera

### 2022: Primer título Challenger, debut en el ATP y Campeón de la Copa Davis.
En agosto, hizo su debut en torneos ATP en clasificatoria como wild card en el Masters de Canadá 2022 en Montreal, donde derrotó a James Duckworth en la primera ronda por 6-3, 7-6 (5). 
Diallo, que participó en un torneo también con una entrada comodín, ganó 5 partidos consecutivos para reclamar su primer título en el Granby Challenger 2022 en solo su cuarto torneo de nivel Challenger en el cuadro principal
Diallo, quien recibió una tarjeta de invitación para participar en el Challenger de Granby, logró imponerse en cinco partidos consecutivos, alzándose con su primer título como profesional. Este logro se dio en tan solo su cuarta participación en el cuadro principal de un torneo de nivel Challenger, con 20 años se convirtió en el  campeón canadiense más joven  de un Challenger Tour desde Félix Auger-Aliassime ganó el Challenger de Taskent en 2018. Como resultado, ascendió al puesto n.º 335 en el Ranking ATP. Terminó el año en el puesto  n.º 224, el más alto de su carrera, el 21 de noviembre de 2022.
Finalizó la temporada con 23 victorias y 10 derrotas, ganó 2 títulos y 2 finales, en Challenger de Fairfield 2022 donde cayó ante Michael Mmoh en 2 set, y en Challenger de Calgary 2022 llegó hasta las semifinales donde fue derrotado en set corridos ante Dominik Koepfer. Terminó en el puesto  n.º 227 del Ranking.

### 2023: Grandes avances y títulos importantes
Después de llegar a las semifinales en el Challenger en Busan en Corea del Sur, donde perdió ante Max Purcell por 6-4 y 7-5. Esto le permitió entrar al top 150, ubicándose en el puesto  n.º 146 del mundo el 22 de mayo de 2023. Participó por primera vez en la clasificación de Torneo de Roland Garros 2023 donde fue derrotado por Timofey Skatov en set corridos por 6-4, 7-6 (8-6).
Participó en el Challenger de Surbiton 2023 donde derrotó a local Liam Broady y al favorito Daniel Evans en set corridos por 7-5, 6-2, siendo derrotado en cuartos de final por Jurij Rodionov por doble 6-4.
Disputó las clasificación de Campeonato de Wimbledon 2023 donde cayó en 2.ª ronda de la clasificaron ante Matteo Gigante por doble 6-4. Recibió una tarjeta de invitación para disputar el Masters de Canadá, derrotando nuevamente a Daniel Evans en set corridos, perdiendo en la siguiente ronda ante Álex de Miñaur en 2 set. Luego ganó el título de dobles en el Challenger de Winnipeg , haciendo pareja con Leandro Riedi.
En la fase de grupos de la final de la Copa Davis, Diallo registró una sorprendente victoria sobre el n.º 18 del mundo Lorenzo Musetti, ganando en sets corridos por 7-5,6-4 para darle a Canadá la victoria sobre Italia, así mismo le ganó a Elias Ymer por 6-4, 6-3 representante de Suecia, perdiendo ante Nicolás Jarry representante de Chile.

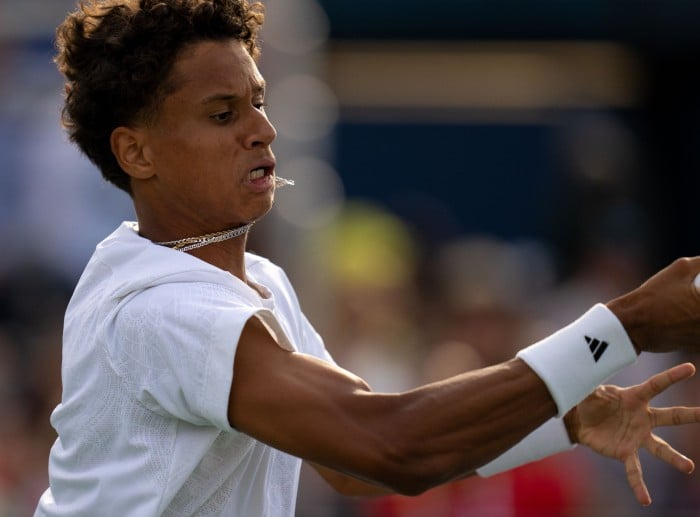
Diallo durante la final del Challenger de Bratislava

El 15 de octubre de 2023 ganó el Challenger de Bratislava siendo su segundo título como profesional al derrotar a Jois De Loore por 6-0, 7-5. En el camino derrotó en set corrido a Arthur Fery por 7-5, 6-1, en octavos de final se enfrentó a Dominic Thiem preclasificado n.º 1 en tres set, en la siguiente ronda derrotó al local Lukáš Klein en tres set, y en semifinal venció al Norteamericano Martin Damm en set corridos. Esto le permitió alcanzar el top 130 el 16 de octubre de 2023. 
Terminó el año en el puesto n.º 139, luego de conseguir dos títulos challenger, finalizó la temporada con 39 victorias y 28 derrotas, en pista duras con 30 victorias y 19 derrotas siendo su mejor superficie.

### 2024: Top 100, primera final ATP
Inició el año en Australia, disputó la clasificación del Abierto de Australia 2024 derrotando a Pablo Llamas Ruiz y a Pierre-Hugues Herbert, pero fue derrotado por David Goffin en la última fase de clasificación. 
En mayo de 2024, se clasificó para su primer Grand Slam en el Torneo de Roland Garros 2024 derrotando a dos argentinos Genaro Alberto Olivieri y Marco Trungelliti , y en la tercera ronda de clasificación, Alexander Ritschard todos en tres set. Fue derrotado por Kei Nishikori en partido que se fue al 5.º set y que duró 4 horas y 22 minutos.
Luego de perder en la segunda ronda de la clasificación de Campeonato de Wimbledon contra Daniel Elahi Galán en set corridos, disputó Torneo de Newport cayendo su debut contra Billy Harris en dos set. Luego ganaría el Challenger de Chicago sin perder ni un set, por primera vez en su carrera, tras derrotar a James Trotter, a la joven promesa sudamericana João Fonseca, al local Mitchell Krueger, a Jacob Fearnley en semifinales por  6-2, 6-3, el 28 de julio en la final derrotó al chino Bu Yunchaokete por 6-3, 7-6 (7-3), ganando así su primer título de la temporada. En el Masters de Canadá perdió en su debut ante Karen Khachanov por doble 6-4.
Después de su prematura caída en el  Masters de Canadá, en agosto disputó la clasificación del Challenger de Cary 2024 donde derrotó a Eliot Spizzirri y Shintaro Mochizuki ambos en set corridos, en el cuadro principal derrotó Coleman Wong, Luca Van Assche, Tristan Boyer en tres set, perdió en semifinales ante Mattia Bellucci por 6-3, 6-3.
Luego de sus buenos resultados en los meses de julio y agosto le permitieron ubicarse en el puesto n.ª 144 del ranking, se clasificó para el cuadro principal del Abierto de Estados Unidos de 2024, luego de derrotar a Sho Shimabukuro y a los franceses, Titouan Droguet y Valentin Royer en la clasificación. En el cuadro principal  Derrotó a Jaume Munar en 4 set y sorprendió al  no.º 24 del ranking Arthur Fils en 4 set, sus dos primeras victorias en el cuadro principal de un Grand Slam, para llegar a la tercera ronda por primera vez en su carrera, donde fue derrotado por el preclasificado no.º14 y local Tommy Paul. Como resultado, subió 40 posiciones hasta el nuevo récord personal del n.º 103 del mundo en el ranking ATP. 
En la gira asiática llegó a las semifinales del Challenger de Hangzhou 2024 luego de derrotar a James McCabe, Kasidit Samrej, al franses Arthur Cazaux en tres set asedio a las semifinales donde perdió set corridos ante Mackenzie McDonald.  
Diallo alcanzó su primera final ATP Tour en el Almaty Open 2024 , derrotando a Christopher O'Connell en set corridos, Borna Ćorić por 7-6 (7-1), 6-4, al precalificado no.º 2 Alejandro Tabilo en tres set, luego en semifinales al preclasificado no.º 4 y no.º 31 del mundo Francisco Cerundolo por 6-4, 6-2 .  Perdió la final ante el Karen Khachanov en tres sets.  Esto le permitió entrar al top-100 del ranking el 21 de octubre de 2024, por primera vez en su carrera, ubicándose en el puesto n.º 87 del Ranking ATP.

## Vida personal
Diallo nació en Montreal, Canadá, de padre guineano y madre ucraniana.

## Títulos ATP (1; 1+0)

### Individual (1)
| Leyenda                   |
| Grand Slam (0)            |
| ATP World Tour Finals (0) |
| ATP Masters 1000 (0)      |
| ATP World Tour 500 (0)    |
| ATP World Tour 250 (1)    |

| N.º | Fecha               | Torneo           | Superficie | Oponente en la final | Resultado   |
| --- | ------------------- | ---------------- | ---------- | -------------------- | ----------- |
| 1.  | 15 de junio de 2025 | 's-Hertogenbosch | Hierba     | Zizou Bergs          | 7-5, 7-6(8) |

#### Finalista (1)
| N.º | Fecha                 | Torneo | Superficie | Oponente en la final | Resultado     |
| --- | --------------------- | ------ | ---------- | -------------------- | ------------- |
| 1.  | 20 de octubre de 2024 | Almatý | Dura (i)   | Karen Khachanov      | 2-6, 7-5, 3-6 |

## Títulos ATP Challenger (3; 3+0)

### Individuales (3)
| N.° | Fecha                 | Torneo     | Superficie | Oponente en la final | Resultado   |
| --- | --------------------- | ---------- | ---------- | -------------------- | ----------- |
| 1.  | 28 de agosto de 2022  | Granby     | Dura       | Shang Juncheng       | 7-5, 7-6(5) |
| 2.  | 15 de octubre de 2023 | Bratislava | Dura       | Joris De Loore       | 6-0, 7-5    |
| 3.  | 28 de julio de 2024   | Chicago    | Dura       | Bu Yunchaokete       | 6-3, 7-6(3) |

### Finales Individuales (1)
| N.° | Fecha                 | Torneo    | Superficie | Oponente en la final | Resultado |
| --- | --------------------- | --------- | ---------- | -------------------- | --------- |
| 1.  | 16 de octubre de 2022 | Fairfield | Dura       | Michael Mmoh         | 6-3, 6-2  |